# سومونتین
سُمُنتین دهستانی در استان آلمریای اسپانیا است.
در این دهستان ۵۰۸ نفر زندگی می‌کنند. مساحت این دهستان ۱۹ کیلومتر مربع است.